# Hypocrita chalybea
Hypocrita chalybea är en fjärilsart som beskrevs av Erich Martin Hering 1925. Hypocrita chalybea ingår i släktet Hypocrita och familjen björnspinnare. Inga underarter finns listade i Catalogue of Life.